# Кёпке, Кристиане
Кристиане Кёпке (нем. Christiane Köpke; род. 25 августа 1956, Бранденбург-на-Хафеле), в девичестве Кнеч (нем. Knetsch) — немецкая гребчиха, выступавшая за сборную ГДР по академической гребле во второй половине 1970-х годов. Двукратная олимпийская чемпионка, чемпионка мира, победительница многих регат национального и международного значения.

## Биография
Кристиане Кнеч родилась 25 августа 1956 года в городе Бранденбург-на-Хафеле, ГДР. Проходила подготовку в Потсдаме в спортивном клубе «Динамо».
Первого серьёзного успеха на взрослом международном уровне добилась в сезоне 1975 года, когда вошла в основной состав восточногерманской национальной сборной и в программе распашных рулевых восьмёрок одержала победу на чемпионате мира в Ноттингеме.
Благодаря череде удачных выступлений удостоилась права защищать честь страны на летних Олимпийских играх 1976 года в Монреале — здесь со своей командой так же показала в восьмёрках лучший результат и стала олимпийской чемпионкой.
В 1978 году побывала на мировом первенстве в Карапиро, откуда привезла награду серебряного достоинства, выигранную в восьмёрках — в решающем финальном заезде уступила команде СССР.
Находясь в числе лидеров гребной команды ГДР, благополучно прошла отбор на Олимпийские игры 1980 года в Москве — здесь вновь была лучшей среди восьмёрок, став таким образом двукратной олимпийской чемпионкой.
За выдающиеся спортивные достижения в 1976 и 1980 годах награждалась орденом «За заслуги перед Отечеством» в серебре.
После завершения спортивной карьеры получила юридическое образование, работала в Народной полиции ГДР в Потсдаме.